# Llista de botànics dels Països Catalans
Aquesta llista de botànics dels Països Catalans recull botànics rellevants que nasqueren a les Illes Balears, València o Catalunya o que, tot i no ser-hi nascuts, feren una part important de la seva obra en alguns d'aquests territoris. Entre parèntesis s'indiquen les dades de naixement i mort; a manca de més dades, en alguns casos únicament s'hi mostra amb les lletres "fl." el període conegut d'activitat. Per alguns botànics es recull en negreta l'abreviatura com a autoritat reconeguda en taxonomia vegetal.
- Pere Jaume Esteve (~1500-56)
- Joan Plaça (~1525-1603)
- Francesc Micó (1528-1592)
- Jaume Honorat Pomar (~1550-1606)
- Melcior de Villena i Vila (1564-1655)
- Joan Salvador i Boscà (1598-1681)
- Gaudenci Senac (fl. 1684)
- Jaume Salvador i Pedrol (1649-1740)
- Antonio García Cervera (1681-1753)
- Joan Salvador i Riera (1683-1726)
- Pere Barrera i Volar (1690-1755) - Barrère
- Josep Salvador i Riera (1690-1761)
- Joan Minuart i Parets (1693-1768)
- Josep Quer i Martínez (1695-1764)
- Miquel Bernades i Mainader (1708 - 1771)
- Josep Ximénez (1713-1803)
- Antoni Bolòs i Ferrussola (1714-1772)
- Antoni Capdevila i Gili (1722-d 1787)
- Bonaventura Serra i Ferragut (1728-1784)
- Benet Paltor i Fiter (1730-1782)
- Lluís Miquel Costa-Serradell i Llobet (fl. 1767 / 1792)
- Antoni Palau i Verdera (1734-1793) - Palau
- Joan Antoni Barrera (1750? -1800)
- Vicent Alfons Lorente i Asensio (1758-1813)
- Pau Balmes i Montsech (1735–1789)
- Antoni Sala i Domènech (1752-1814)
- Pere Barrera i Vilar (1736-1812)
- Tomàs Manuel Villanova Muñoz i Poyanos (1737-1802)
- Andreu Hernández i Basilis (1744-1817)
- Antoni Condal (1745-1804)
- Antoni Josep Cavanilles i Palop (1745-1804) - Cav.
- Francesc Gil (fl. 1815 / 1820)
- Maur Ametller i Paguina (1749-1833)
- Miquel Bernades i Claris (1750-1801)
- Salvador Soliva i Romaguera (1745-1793)
- Antoni de Martí i Franquès (1750-1832)
- Joan Cursach i Arguimbau (1757-1832)
- Francesc Xavier de Bolòs i Germà (1773-1844)
- Bartomeu Xatart i Boix, Barthélemy Xatard (1774-1846)
- Emmanuel Bonafos i Siau (1774-1854)
- Joan Francesc Bahí i Fontseca (1775-1841)
- Simón de Rojas Clemente y Rubio (1777-1827)
- Marià Cortès (1777-1835)
- Joan Coder, Jean Coder (1778-1841)
- Rafael Hernández i Mercadal (1779-1857)
- Lluís Companyó (1781-1871)
- Juan Bautista Berenguer y Ronda (1791-1863)
- Josep Pizcueta Donday (1792-1870)
- Francesc Campderà i Camin (1793-1862) - Campd.
- Pascual Asensio Pastor (1797-1874)
- Jacques Cambessedes (1799-1863) - Cambess.
- Josep Batlle i Mateu (segle xix)
- Rafael Oleo i Quadrado (1806-1878)
- Fernando Weyler y Laviña (1808-1879)
- Marià de la Pau Graells i de l'Agüera (1809-1898) - Graells
- Joan Badaró (1815-1892)
- Antoni Cebrià Costa i Cuixart (1817-1886) - Costa
- Rafael Cisternas i Fontseré (1818-1876)
- Josep Planellas i Giralt (1820-1888) - Planellas
- Francesc Barceló i Combis (1820-1889)
- Joan Ignasi Puiggarí i Iglésias (1823-1900) - Puigg.
- Xavier Junquet (1823-1914)
- Joan Isern Batlló i Carrera (1825-1866)
- Joaquim Salvador i Benedicto (1827-1896)
- Frederic Trèmols i Borrell (1831-1900)
- Josep Monlau i Sala (1832-1908)
- Joan Texidor i Cos (1838-1885)
- Joan Joaquim Rodríguez Femenias (1839-1905) - J.J.Rodr.
- Ramon Jordana i Morera (1839-1900)
- Sebastià Vidal i Soler (1842-1889) - S.Vidal
- Pau Oliver (1842-1890)
- Manuel Compañó i Rosset (1842-1885)
- Joan Montserrat i Archs (1844-1895)
- Rafael Puig i Valls (1845-1920)
- Joan Cadevall i Diars (1846-1921) - Cadevall
- Joaquim Maria de Castellarnau i de Lleopart (1848-1943)
- Estanislau Vayreda i Vila (1848-1901) - Vayr.
- Ramon Masferrer i Arquimbau (1850-1884) - Masf.
- Ramon de Bolòs i Saderra (1852-1914)
- Jaume Pujol i Mercè (1852-1895)
- Marià Masferrer i Rierola (1856-1923)
- Ramon Roigé i Badia (1856-1932)
- Carlos Pau i Español (1857-1937) - Pau
- Longí Navàs i Ferrer (1858-1938) - Navás
- Àngel Sallent i Gotés (1859-1934)
- Simó Pons (1861-1933) - S.Pons
- Rafael Tarín i Juaneda (1862-1923)
- Enric Gros i Miquel (1864-1949)
- Montserrat Garriga Cabrero (1865-1956)
- Joaquim Codina i Vinyes (1868-1934)
- Joaquim Maria de Barnola i Escrivà de Romaní (1870-1925) - Barnola
- Emili Huguet i Serratacó, Huguet del Villar, (1871-1951) - Villar
- Eugeni Ferrer i Dalmau (1871-1934)
- Lleó Conill (1872-1944) - Conill
- Manuel Llenas i Fernández (1875-1932)
- Prudenci Seró i Navàs (1883-1963)
- Josias Braun-Blanquet (1884-1980) - Braun-Blanq.
- Llorenç Garcias i Font (1885-1975)
- Francesc Beltran i Bigorra (1886-1962) - Beltrán
- Pius Font i Quer (1888-1964) - Font Quer
- Antoni de Bolòs i Vaireda (1889-1975) - A.Bolòs
- Manuel Calduch i Almela (1901-1981) - Calduch
- Josep Borja i Carbonell (1902-1993) - Borja
- Hermenegild Santapau i Bertomeu (1903-70) - Santapau
- Miquel de Garganta i Fàbrega (1903-1988)
- Josep Cuatrecasas i Arumí (1903-1996) - Cuatrec.
- Ramón Penyafort Malagarriga i Heras (1904-1990) - Malag.
- Joan Susplugas (1905-1987)
- Francesc Masclans i Girvès (1905-1999) - Masclans
- Francesc Bonafè Barceló (1908-1994) - Bonafé
- Santiago Llensa i de Gelcen (1911-1974)
- Creu Casas i Sicart (1913-2007) - Casas
- Joan Pañella i Bonastre (1916-1992)
- Pere Montserrat i Recoder (1918) - P.Monts.
- Abelard Rigual i Magallón (1918) - Rigual
- Eugeni Sierra i Ràfols (1919-1999)
- Ramon Margalef i López (1919-2004) - Margalef
- Oriol de Bolòs i Capdevila (1924-2007) - O.Bolòs
- Josep Vives i Codina (1931-1993) - Vives
- Vicente Mundina Balaguer (1932)
- Josep Vigo i Bonada (1937) - Vigo
- Maria Àngels Cardona i Florit (1940) - Cardona
- Maurici Mus Amézquita (1940) - Mus
- José Luis Carretero Cervero (1941-2007) - Carretero
- Hermini Boira Tortajada (1943) - Boira
- Ramon Folch i Guillèn (1946) - Folch
- Lleonard Llorens García (1946) - L.Llorens
- Joan Pellicer i Bataller (1947-2007)
- Angel María Romo Díez (1955) - Romo
- Antoni Aguilella i Palasí (1956) - Aguil.
- Carles Benedí González (1958) - Benedí
- Cèsar Blanché i Vergés (1958) - C.Blanché
- Joan Pedrol i Solanes (1959) - Pedrol
- Bartolomé Pizà Mir (1988) - Piza